# Pousseaux
 Pousseaux  es una población y comuna francesa, en la región de Borgoña, departamento de Nièvre, en el distrito de Clamecy y cantón de Clamecy.

## Demografía
| 250 | 227 | 215 | 190 | 197 | 220 |
| Para los censos de 1962 a 1999 la población legal corresponde a la población sin duplicidades (Fuente: INSEE [Consultar]) |     |     |     |     |     |